# Lagosanto
Lagosanto is een gemeente in de Italiaanse provincie Ferrara (regio Emilia-Romagna) en telt 4480 inwoners (31-12-2004). De oppervlakte bedraagt 34,2 km², de bevolkingsdichtheid is 129 inwoners per km².

## Demografie
Lagosanto telt ongeveer 1824 huishoudens. Het aantal inwoners steeg in de periode 1991-2001 met 0,3% volgens cijfers uit de tienjaarlijkse volkstellingen van ISTAT.
| Jaar | Inwoneraantal |
| ---- | ------------- |
| 1991 | 4387          |
| 2001 | 4398          |

## Geografie
De gemeente ligt op ongeveer 2 meter boven zeeniveau.
Lagosanto grenst aan de volgende gemeenten: Codigoro, Comacchio, Massa Fiscaglia, Ostellato.